# West of Scotland Championships 2015
Die West of Scotland Championships 2015 im Badminton fanden vom 17. bis zum 18. Oktober 2015 in Glasgow statt.

## Sieger und Platzierte
| Disziplin    | Gold                               | Silber                        | Bronze                        |
| ------------ | ---------------------------------- | ----------------------------- | ----------------------------- |
| Herreneinzel | Matthew Carder                     | Alexander Dunn                | Ben Torrance                  |
| Herreneinzel | Matthew Carder                     | Alexander Dunn                | Danny Leinster                |
| Dameneinzel  | Julie MacPherson                   | Holly Newall                  | Kirsten Geals                 |
| Dameneinzel  | Julie MacPherson                   | Holly Newall                  | Eleanor O’Donnell             |
| Herrendoppel | Martin Campbell Patrick MacHugh    | Adam Hall Gordon Thomson      | Matthew Carder Ben Torrance   |
| Herrendoppel | Martin Campbell Patrick MacHugh    | Adam Hall Gordon Thomson      | Alexander Dunn Josh Neil      |
| Damendoppel  | Julie MacPherson Eleanor O’Donnell | Rebekka Findlay Sarah Findlay | Kirsten Geals Victoria Wan    |
| Damendoppel  | Julie MacPherson Eleanor O’Donnell | Rebekka Findlay Sarah Findlay | Ciara Torrance Toni Woods     |
| Mixed        | Adam Hall Eleanor O’Donnell        | Keith Turnbull Kirsten Geals  | Josh Neil Rebekka Findlay     |
| Mixed        | Adam Hall Eleanor O’Donnell        | Keith Turnbull Kirsten Geals  | Danny Leinster Frances Heslop |